# 默兹河畔茹瓦尼
默兹河畔茹瓦尼（法語：Joigny-sur-Meuse，法語發音：[ʒwaɲi syʁ møz]）是法国大东部大区阿登省的一个市镇，位于该省北部，默兹河谷之中，属于沙勒维尔-梅济耶尔区。

## 地理
默兹河畔茹瓦尼（49°50'16"N, 4°45'39"E）面积3.86 平方千米，位于法国大東部大區阿登省，该省份为法国北部内陆省份，西接埃纳省，南至马恩省，东临默兹省，北与比利时接壤。
与默兹河畔茹瓦尼接壤的市镇（或旧市镇、城区）包括：默兹河畔博尼、努宗维尔。
默兹河畔茹瓦尼的时区为UTC+01:00、UTC+02:00（夏令时）。

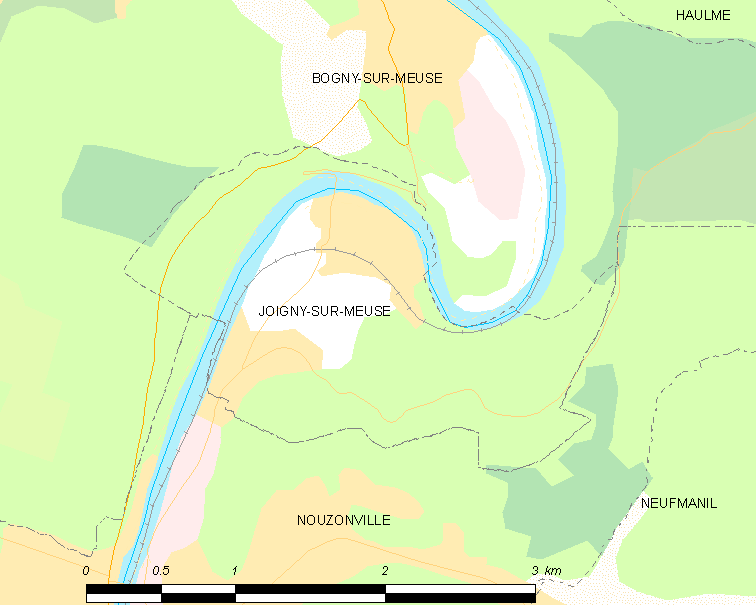
默兹河畔茹瓦尼的OSM定位图

## 行政
默兹河畔茹瓦尼的邮政编码为08700，INSEE市镇编码为08237。

## 政治
默兹河畔茹瓦尼所属的省级选区为默兹河畔博尼县。

## 交通
阿登省省道D1线、D1A线和D13线在境内交汇。默兹河畔茹瓦尼站每天开行前往沙勒维尔方向的列车。

## 人口

1962-2008年间默兹河畔茹瓦尼人口变化图示

默兹河畔茹瓦尼于2022年1月1日时的人口数量为631人。